# La Légende des monts Tianyun
Pour plus de détails, voir Fiche technique et Distribution.
La Légende des monts Tianyun (chinois simplifié : 天云山传奇 ; pinyin : Tiānyúnshān chuánqí), est un film dramatique chinois réalisé par Xie Jin et sorti en 1980.
Il s'agit d'une adaptation du roman de Lu Yanzhou (de) 满山杜鹃红, Mǎn shān dù juān hóng, un ouvrage de réflexion sur le mouvement antidroitiste de 1957 qui a suscité à l'époque de sa sortie de nombreuses et vives réactions sociales. Le film remporte le prix du meilleur long métrage, du meilleur réalisateur, du meilleur directeur de la photographie et du meilleur art aux Coqs d'or 1981, ainsi que le prix du meilleur long métrage aux prix des Cent Fleurs.

## Synopsis
Au début des années 1950, Song Wei et Feng Qinglan, qui venaient de terminer leurs études, ont rejoint l'expédition des monts Tianyun. À cette époque, Luo Qun a repris le poste de Wu Yao en tant que commissaire politique de l'expédition. L'expédition était animée et active, et Song Wei et Luo Qun sont tombés amoureux l'un de l'autre. En 1957, Song Wei est transféré à l'école du parti communiste chinois pour y étudier. Au cours du mouvement antidroitiste qui s'ensuit, Wu Yao, le chef du mouvement, classe Luo Qun parmi les droitistes et le renvoie à la campagne pour y effectuer des travaux forcés. Song Wei est contraint de se séparer de Luo Qun et épouse Wu Yao. Un jour, Feng Mulan vient soudainement aux côtés de Luo Qun, acceptant de travailler comme enseignante locale, et tombe profondément amoureuse de Luo Qun. Lorsque Luo Qun tombe gravement malade, Feng Mielan s'efforce de le traîner jusqu'à sa maison dans la neige et le vent. Peu après, ils se marient. Pendant la révolution culturelle, Luo Qun est critiqué et Feng est torturé à mort pour protéger ses manuscrits. Wu Yao, reconduit plus tard dans ses fonctions de secrétaire adjoint du comité local du parti et de ministre de l'organisation, ignore les méfaits de Luo Qun, et Song Wei a une vive altercation avec lui. Lorsque l'erreur de Luo Qun est finalement corrigée, Feng Molan décède des suites d'une maladie. Luo Qun et Song Wei se rendent tous deux sur la tombe de Feng Molan pour se recueillir en silence.

## Fiche technique
- Titre français : La Légende des monts Tianyun[3],[4] ou La Légende de la montagne Tianyun[5] ou Le Conte extraordinaire du mont Tianyun[6]
- Titre original chinois : 天云山传奇, Tiānyúnshān chuánqí[5]
- Réalisation : Xie Jin
- Scénario : Lu Yanzhou (de) d'après son roman.
- Photographie : Xu Qi
- Musique : Ge Yan
- Sociétés de production : Studio de cinéma de Shanghai
- Pays de production :  Chine
- Langue originale : mandarin
- Format : couleurs
- Genre : film dramatique
- Durée : 120 minutes
- Dates de sortie : 
  - Chine : décembre 1980

## Distribution
- Wang Fuli (zh) : Song Wei
- Shi Weijian (zh) : Luo Qun
- Shi Jianlan : Feng Qinglan
- Zhong Xinghuo (zh) : Wu Yao
- Hong Xuemin : Zhou Yuzhen